# John Harrold
John Harrold (Glasgow, 6 december 1947) is een Engels illustrator en striptekenaar voornamelijk bekend als illustrator van Bruintje Beer tussen 1985 en 2007 nadat hij Alfred Bestall opvolgde. 

## Jeugd en opleiding
Harrold werd geboren in 1947 in Glasgow, Schotland. Hij studeerde vanaf 1966 schilderen en tekenen aan de Glasgow School of Art en ging vervolgens aan de slag als tekenleraar. In 1973 werd hij gevraagd om een het boek 'Lots of Fun to Cook with Rupert' (uitgegeven in 1974) te illustreren. Het was het begin van zijn lange samenwerking met de door Mary Tourtel gecreëerde witte beer. 
In 1994 verhuisde hij van Londen naar Parijs, waar hij tot op heden nog woont. 

## Bruintje Beer
Nadat Tourtel's opvolger, Alfred Bestall, stopte in 1965 met het dagelijks tekenen van verhalen van Bruintje Beer voor de Britse krant; The Daily Express. Bestall bleef echter nog wel jaarlijks verhalen aanleveren die in de jaarlijkse annuals werden gedrukt en sporadisch in de kranten verschenen. De nieuwe stripverhalen in de kranten werden afwisselend getekend en geschreven afgewisseld door verschillende artiesten waaronder Alex Cubie, Jenny Kisler en Lucy Matthews. Na in 1974 werd Harrold ook gevraagd om verhalen te tekenen met Bruintje Beer erin voor de krant. Zijn eerste verhaal voor de krant was Rupert and the Worried Elves in 1976, en zijn eerste Rupert Annual-omslagillustratie verscheen in 1978
John Harrold werd aangesteld als fulltime tekenaar door de Daily Express in 1985 en na twintig jaar had de strip weer een vaste tekenaar voor de dagelijkse strip. Harrold werd hierdoor de derde officiele Rupert Illustrator. Harrolds zwart/wit pen-en-inkttekeningen die in de eerdere jaren voor zijn aanstelling enkel waren verschenen in de kranten, werden voor de Daily Express met de hand ingekleurd voor herdrukken in de Annuals. Dit werd tot 1993 door Harrold zelf gedaan en daarna door Gina Hart. Harrold was de eerste Rupert illustrator die niet zijn verhalen zelf bedacht. De verhalen werden bedacht door James Henderson en Ian Robinson.
John werkte oorspronkelijk in de Rupert-stijl van Alfred Bestall en ontwikkelde langzaamaan zijn eigen stijl. Deze kenmerkt zich door de uiterst gedetailleerde en fijne tekeningen die hij gebruikte. Zowel Tourtel als Bestall gebruikte simpele en weinig kleuren en hadden geen detail in de personages. Harrold's tekeningen vallen op door de hoeveelheden aan diverse kleuren, dieptes in de tekeningen, achtergronden met verschillende lagen en de vaak zeer kleine details in de personages. Zo kreeg Bruintje Beer een duidelijke vacht. Ook bedacht Harrold zelf enkele nieuwe personages voor de verhalen als Ottoline Otter en Rika uit Lapland.
In 2001 stopte de Daily Express de productie van de dagelijkse verhalen en werd Harrold nog maar sporadisch gevraagd. Hij tekende nog tot 2007 nieuwe verhalen die tot dan alleen nog maar in de jaarlijkse Annuals verschenen en tekende de covers van die Annuals. In 2007 verlengde De Daily Express het contract van Harrold niet. In dat jaar verkocht De Daily Express de rechten van Bruintje Beer aan Egmont Uitgevers. Deze besloten illustrator van kinderboeken Stuart Trotter aan te stellen als nieuwe, officiële Bruintje Beer tekenaar. Harrold's betrokkenheid bij het personage stopte hiermee. In 2020 tekende hij voor het laatst een nieuw verhaal van Bruintje Beer in opdracht van de Daily Express. Dit ter gelegenheid van het honderdjarig jubileum van de stripreeks. 

## Ander werk
Naast Bruintje Beer heeft Harrold nog diverse andere verhalen voor diverse boeken geïllustreerd waaronder The Magic Stone en The Elves and The Shoemaker van Alan Peat. Ook verschenen zijn illustraties in korte leesverhalen in diverse Disney en Donald Duck zomerboeken en in diverse tijdschriften in Frankrijk en het Verenigd Koninkrijk.
- International Standard Name Identifier: 0000 0000 7109 9117
- Library of Congress Control Number: nb2009022118
- Virtual International Authority File: 100721465